# 萧纯
萧纯（1924年—），男，直隶（今河北）深县人，中华人民共和国政治人物，曾任陕西省革命委员会副主任，吉林省人民政府副省长。